# Ораторио (Мантова)
Ораторио је насеље у Италији у округу Мантова, региону Ломбардија.
Према процени из 2011. у насељу је живело 24 становника. Насеље се налази на надморској висини од 24 м.